# Smurfarna (film)
Smurfarna är en amerikansk animerad familjefilm från 2011, baserad på den tecknade serien Smurfarna av Peyo och TV-serien med samma namn. Skådespelarna och röstskådespelarna i filmen är Neil Patrick Harris, Jayma Mays, Sofía Vergara, Tim Gunn, Hank Azaria, Jonathan Winters, Alan Cumming, Katy Perry, Fred Armisen, George Lopez, Anton Yelchin och Frank Welker.

## Handling
Efter att ha jagats bort från sina hem av den elake trollkarlen Gargamel (Hank Azaria) ramlar ett gäng smurfar genom en portal som tar dem till vår tid, mitt i Central Park på Manhattan. Tillsammans försöker smurfarna ta sig hem igen, innan Gargamel hittar dem. Med hjälp av New York-bon Patrick Winslow (Neil Patrick Harris) försöker smurfarna stoppa Gargamels lömska planer och återvända till sin älskade smurfby.

## Skådespelare
| Neil Patrick Harris | – Patrick Winslow |
| Jayma Mays          | – Grace Winslow   |
| Sofía Vergara       | – Odile Anjelou   |
| Tim Gunn            | – Henri           |
| Hank Azaria         | – Gargamel        |
| Joan Rivers         | – "Cameoroll"     |
| Liz Smith           | – "Cameoroll"     |
| Tom Colicchio       | – "Cameoroll"     |
| Olivia Palermo      | – "Cameoroll"     |
| Michael Musto       | – "Cameoroll"     |

## Röstskådespelare
| Jonathan Winters | – Gammelsmurfen   |
| Alan Cumming     | – Tuffsmurfen     |
| Katy Perry       | – Smurfan         |
| Fred Armisen     | – Glasögonsmurfen |
| George Lopez     | – Buttersmurfen   |
| Anton Yelchin    | – Klumpsmurfen    |
| Frank Welker     | – Azrael          |
| Tom Kane         | – Berättarsmurfen |
| Paul Reubens     | – Sprattsmurfen   |
| Wolfgang Puck    | – Kocksmurfen     |
| Kenan Thompson   | – Glufssmurfen    |
| Joel McCrary     | – Bondsmurfen     |
| John Oliver      | – Kokettsmurfen   |
| Jeff Foxworthy   | – Snickarsmurfen  |
| Gary Basaraba    | – Muskelsmurfen   |
| B.J. Novak       | – Bagarsmurfen    |
| John Kassir      | – Knäppsmurfen    |

## Datorspel
- The Smurfs, ett Nintendo DS-spel som släpptes 19 juli 2011.
- The Smurfs Dance Party, ett Wii-spel som släpptes 19 juli 2011.

## Mottagande
Filmen mottogs av negativa recensioner av kritiker i Sverige, bland följande:
- Expressen: 1/5[1]
- Svenska Dagbladet: 2/6[2]
- Göteborgs-Posten: 2/5[3]
- Sydsvenskan: 1/5[4]